# I giardini dell'Eden
I giardini dell'Eden è un film del 1998 diretto da Alessandro D'Alatri.

## Trama
Nel 1947 la fortuita scoperta dei manoscritti appartenuti circa duemila anni prima alla comunità essena di Qumran apre uno squarcio sugli oscuri anni di apprendistato di Gesù, o Jeoshua in ebraico, il periodo che va dai dodici ai trent'anni della sua vita. Quando ha dodici anni, Jeoshua viene portato dai genitori al tempio di Gerusalemme per il suo bar mitzvah ed ha un confronto con i sacerdoti. Crescendo diventa un falegname, vede morire il padre Josef e decide quindi di lasciare tutto per viaggiare. Arriva a Gerusalemme, viene a contatto con alcuni zeloti che stanno organizzando una rivolta contro i romani ma riparte e si unisce ad una carovana di mercanti pagani che raggiungono le regioni più orientali dell'Impero romano fino in India. Così viene a contatto con usi, religioni diverse e con persone di ogni tipo.
Sopravvissuto al deserto, entra nella comunità degli esseni a Qumran ma decide poi di uscirne perché non ne condivide le rigide regole. Suo cugino Jochannan (ovvero Giovanni Battista), diventato un predicatore che battezza sulle rive del Giordano, lo spinge ad andare nuovamente nel deserto per affrontare un anziano stregone che lo perseguita (personificazione del dubbio), riuscendo infine ad addomesticarlo. Ritorna quindi in Galilea e comincia a raccogliere i primi discepoli, decidendo di andare per le vie di Israele ad annunciare il messaggio universale di amore e fratellanza tra gli uomini.

## Distribuzione
La pellicola è stata presentata in concorso alla 55ª Mostra internazionale d'arte cinematografica di Venezia.

## Opere derivate
A breve distanza dall'uscita del film nelle sale, Miro Silvera pubblicò un romanzo tratto dalla sceneggiatura di cui era co-autore.